# Semiothisa quadriguttaria
Semiothisa quadriguttaria är en fjärilsart som beskrevs av Walker 1861. Semiothisa quadriguttaria ingår i släktet Semiothisa och familjen mätare. Inga underarter finns listade i Catalogue of Life.